# Santuario dell'Arcella
Il santuario Antoniano dell'Arcella, conosciuto popolarmente come Sant'Antonino, è un luogo di culto cattolico situato all'Arcella, quartiere settentrionale della città di Padova. Al suo interno si conserva la  cella dove spirò sant'Antonio il 13 giugno 1231. Sebbene la costruzione sia relativamente recente, il luogo di culto ha origini antiche. Oggi la chiesa, santuario retto dai frati minori conventuali, gode di titolo parrocchiale.

## Storia

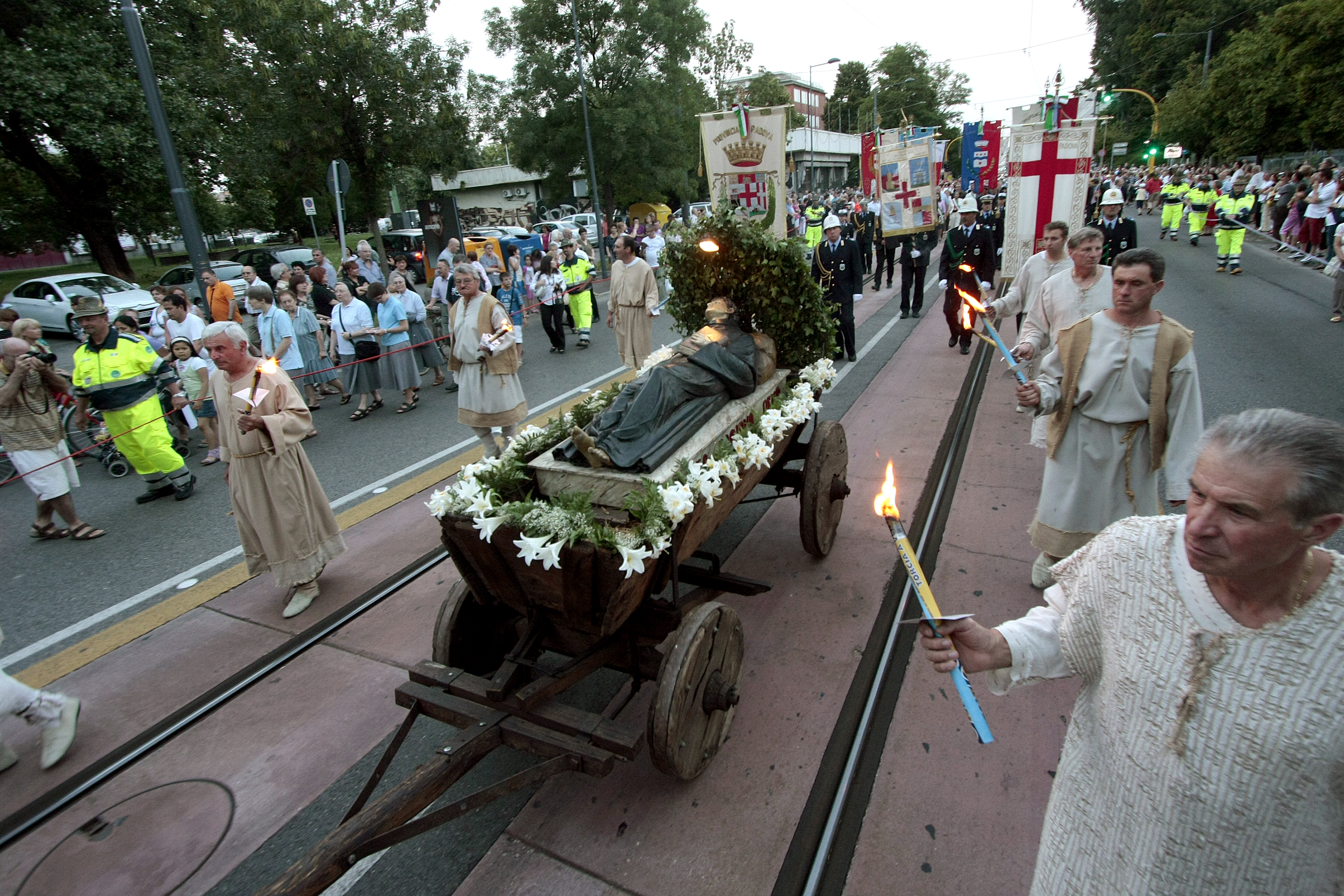
La rievocazione del Transito di sant'Antonio, le ultime ora di vita del santo e la morte all'Arcella

### Le origini
Nell'area dell'attuale santuario stava nel XIII secolo un ospizio (o xenodochio) retto da una comunità di monache clarisse fondata, secondo la tradizione, da san Francesco d'Assisi nel 1220 dopo il suo rientro dalla Terra Santa. Questo sorgeva in una zona extraurbana, sulla strada che portava verso Porta Molino.

### La morte di sant'Antonio
Quando il 13 giugno 1231 sant'Antonio - ospite dal conte Tiso in Camposampiero - si sentì mancare, chiese di essere riportato a Padova dove desiderava morire. Trasportato verso la città su un carro trascinato da buoi, si dovette fermare presso l'ospizio della clarisse: lì fu portato all'interno di una cella dai confratelli che temevano l'accalcarsi della folla devota. Adagiato a terra, ricevette l'estrema unzione. Recitato l'inno O gloriosa Domina e pronunciate le parole Video Dominum meum (Vedo il mio Signore), spirò all'età di 36 anni.

### Le vicende

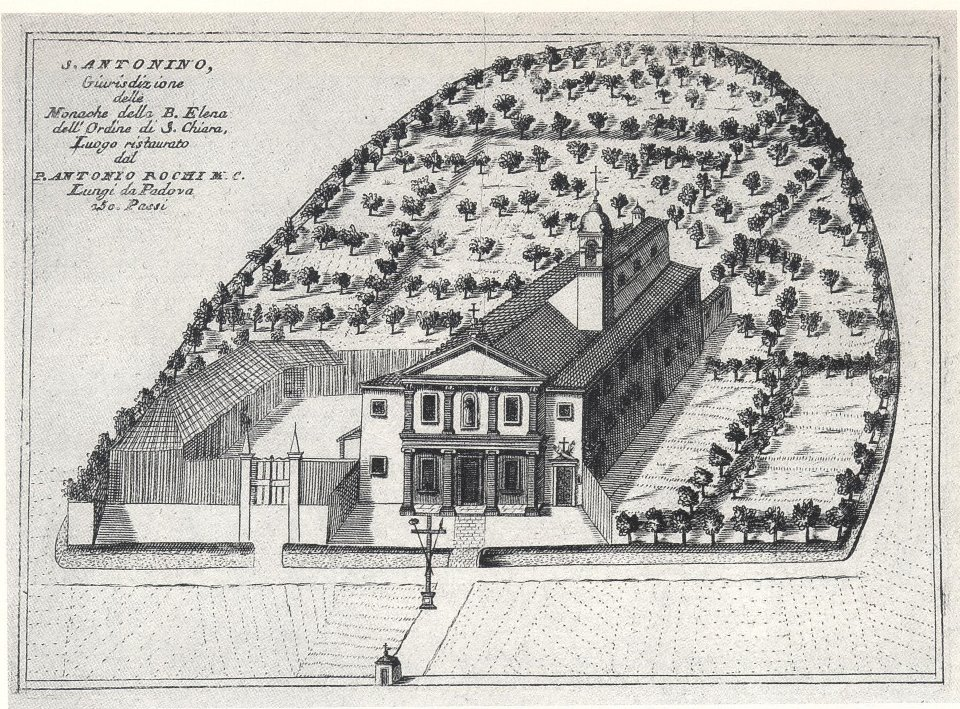
La chiesa di Sant'Antonino nel XVIII secolo

La salma del santo fu poi portata in città, alla chiesa di Santa Maria Mater Domini, dove egli voleva essere sepolto. La cella in cui morì Antonio divenne un luogo di culto frequentatissimo. Nello stesso 1231 morì la clarissa Elena Enselmini e fu sepolta nella chiesetta dello spizio: la tomba della venerata francescana attirò ulteriore numero di devoti presso l'Arcella.

Verso la metà del Duecento il libero comune padovano fece riedificare le strutture. Le clarisse ebbero un cenobio e la cella di sant'Antonio fu inglobata nella nuova chiesa. Questo complesso fu danneggiato in più occasioni e in svariate vicende belliche, trovandosi in prossimità delle mura della città. Le clarisse dell'Arcella si rifugiarono in città più volte, dove fondarono il cenobio e la chiesa di Santa Chiara e poi, nel 1506, costruirono la chiesa della Beata Elena dove fu portato il corpo della Enselmini e un grande convento.
La cella di sant'Antonio si salvò dalle distruzione e fu trasformata in capitello. Fu grazie al lascito di Baldassarre Dondi dell'Orologio che, a partire dal 1649, si trasformò il sacro loco in una più dignitosa chiesa di Sant'Antonin che ebbe la preziosa cella posta a presbiterio. Conclusa nel 1675 e affidata alle cure delle clarisse della Beata Elena.
Nel 1792 la badessa Elisabetta Speroni diede inizio alla costruzione di un nuovo luogo di culto. Ai lavori partecipò economicamente anche il cardinale Chiaromonti, futuro papa Pio VII.

### Il nuovo santuario

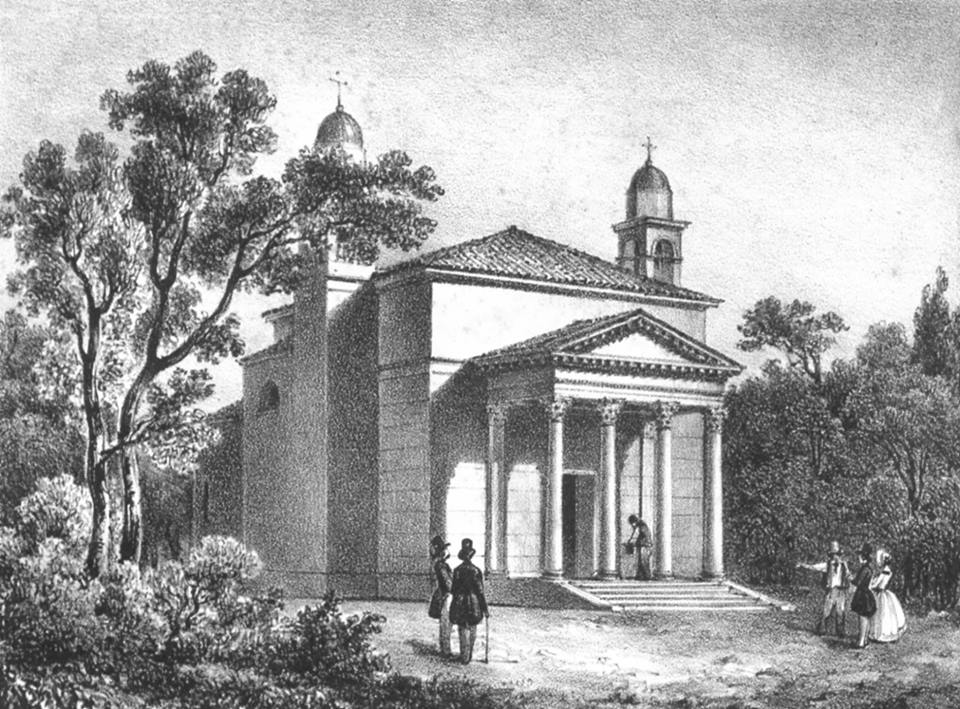
Il santuario di Sant'Antonino progettato da Giovanni Battista Trevisan

Nel secondo quarto dell'Ottocento si avviò una campagna di ricostruzione del santuario guidata dal nobile padovano Giovanni Battista Trevisan: su suo progetto si riedificò o ampliò la precedente costruzione secondo il gusto neoclassico. L'edificio fu concluso nel 1842. Si caratterizzava per l'imponente pronao elevato sullo stile corinzio e per due campaniletti gemelli, che affiancavano l'unica piccola navata. Il santuario neogotico si principiò nel 1890 su disegno di Eugenio Maestri come ampliamento della precedente costruzione a cui si innestò attraverso una serliana. L'interno fu interamente dipinto a tempera da Giacomo Manzoni con la collaborazione di Agide Aschieri. Si iniziò a costruire anche un nuovo grande campanile sul sagrato. Si avviò così un cantiere che si concluse solo verso il 1931, quando Nino Gallimberti portò a compimento il progetto di Maestri ma con gusto più puro: si eliminarono le pitture ottocentesche, si demolì il lacerto del santuario neoclassico e si elevò la cupola, con transetto, abside e cappelle che andarono a circondare la cella antoniana. Ne risultò un arioso edificio sui canoni del gotico padano caro ai francescani, giocato sulla cromia del rosso e del bianco (pure colori della città di Padova). Il campanile fu completato sotto direzione dell'ingegnere Agostino Zanovello, rispettando il gusto neogotico della nuova chiesa e fu culminato dalla statua di Sant'Antonio. Sopra il campanile venne eretta nel 1922 una statua del Santo in legno di larice di 5,5 metri, scolpita da Silvio Righetti. 

## Descrizione

### Le campane
Sul campanile è installato un concerto di 8 campane montate a sistema veronese e fuse nel 1922 dalla fonderia Cavadini di Verona. Il concerto copre l'intera ottava musicale (diatonica maggiore) partendo dal "do centrale" (Do3).